# كوانتيكو (مسلسل)
كوانتيكو هو مسلسل تلفزيوني درامي أمريكي من تأليف جوشوا سافران وبطولة بريانكا تشوبرا، جوش هوبكينز، اونجانو ايلز، جيك ماكلولين، تيت إلينغتون، جوانا برادي، ياسمين المصري. عرض لأول مرة على اي بي سي في 27 سبتمبر 2015.
في الأصل تعاقدت قناة اي بي سي على 13 حلقة فقط للموسم الأول، لكن نجاح المسلسل جعلها تتعاقد على عرض ما مجموعه 22 حلقة لموسم كامل في شهري أكتوبر ونوفمبر. في 3 مارس 2016، جددت قناة اي بي سي مسلسل كوانتيكو لموسم ثان، وقد بدأ عرضه لأول مرة في يوم 25 سبتمبر.
تلقت السلسلة إشادات إيجابية من النقاد وحصلت على 8.05 مليون مشاهد في تصنيفات نيلسن خلال الموسم الأول.

## قصة المسلسل
يروي المسلسل حياة طلاب شباب يدرسون ويخضعون لتدريبات قاسية في معسكر كوانتيكو بولاية فرجينيا حيث يتم تقييمهم ووضع مهاراتهم النفسية والجسدية على المحك، كل ذلك من أجل النجاح والالتحاق كضباط مجندين بمكتب التحقيقات الفيدرالي (إف بي أي)، لكن بعد تسعة أشهر، واحدة من أوائل هؤلاء المجندين الشباب وأنجحهم، أليكس باريش، تتهم بتفجير قنبلة في محطة غراند سنترال بنيويورك، وتجد نفسها ملاحقة من قبل جل سكان أمريكا، لكنها تصر على إظهار براءتها وإثبات كونها وقعت ضحية لمؤامرة من قبل مجند من فصلها. فمن يكون؟ وهل تنجح في حربها؟؟

## المواسم

### الموسم 1 (2015 ـ 2016)
أليكس باريش، مجندة واعدة بمكتب التحقيقات الفيدرالي (إف بي أي)، تصبح المشتبه به الرئيسية بعد التفجيرات الإرهابية على محطة غراند سنترال. لتوضع أليكس في السجن، حيث تكتشف أنها وجهت إليها تهمة الاعتداء الإرهابي على محطة غراند سنترال. لكن مديرة أكاديمية كوانتيكو ميراندا شو ترفض الاعتقاد بأنها مذنبة وتدبر هروبها. وخلال محاولة أليكس إثبات براءتها تطوف ذكريات الماضي رفقة زملائها أثناء التدريب في أكاديمية كوانتيكو. حيث تعقد صداقات مع شيلبي وايات ومجندين آخرين.
خلال طريقها إلى الأكاديمية تلتقي اليكس بريان بوث، عميل إف بي أي تم تكليفه من قبل نائب مدير أكاديمية كوانتيكو ليام أوكونور  وكذلك الشريك السابق وصديق والد أليكس، بالتجسس على أليكس لمعرفة السبب الحققي وراء انضمامها لمكتب التحقيقات خاصة بعد اكتشاف قتلها لوالدها وأن الأخير كان عميلا مزدوجا.
تستطيع أليكس بمساعدة زملائها في كوانتيكو إثبات براءتها من تفجيرات محطة غراند سنترال وٱكتشاف أن المشتبه به الحقيقي هو محلل ومتدرب سابق بمكتب التحقيقات الفيدرالي يدعى إلياس هاربر  زرع القنبلة بموجب تعليمات مدبرة مسبقاً من قبل إرهابيين.
بعد أن تمت تبرءة اسمها خلال جلسة استماع في الكونغرس، تمت إعادة أليكس كعميلة بمكتب التحقيقات الفيدرالي في نيويورك، وتحديدا في قسم العمليات. حيث تسعى أليكس أكثر من أي وقت مضى للكشف عن العقل المدبر الحقيقي وراء التفجيرات، خصوصاً مع اقتراب الانتخابات الرئاسية 2016.

### الموسم 2 (2016 ـ 2017)
رغم إثبات أليكس باريش لبراءتها وتطهيرها لاسمها وإنقاذها لملايين الأرواح، واكتشافها العقل المدبر وراء تفجيرات غراند سنترال، فكل ذلك لم يشفع لها في عملها إذ تم طردها من مكتب التحقيقات الفيدرالي (إف بي أي)، لتصبح أليكس بعد مرور ستة أشهر من أحداث الموسم الأول، عميلة لصالح وكالة المخابرات المركزية.
وبعد انتظار دام عدة أشهر داخل سي أي إي، طلب من أليكس أن تقتحم كعميلة سرية رفقة حبيبها عميل مكتب التحقيقات الفيدرالي ريان، منشأة تدريب غامضة تابعة لوكالة الاستخبارات المركزية تعرف ب«المزرعة».
في الحاضر، يحتجز رئيس الولايات المتحدة والسيدة الأولى وكذلك عدد من قادة العالم كرهينة من قبل مجموعة من الإرهابيين، يهددون بقتل كل شخص إذا لم يتم الوفاء بمطالبهم.

## طاقم العمل

### الشخصيات الرئيسية

الممثلين
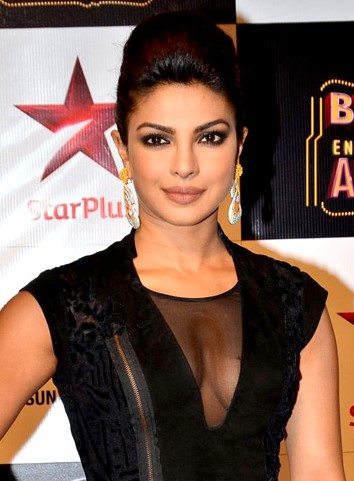
بريانكا تشوبرا، دور أليكس باريش.
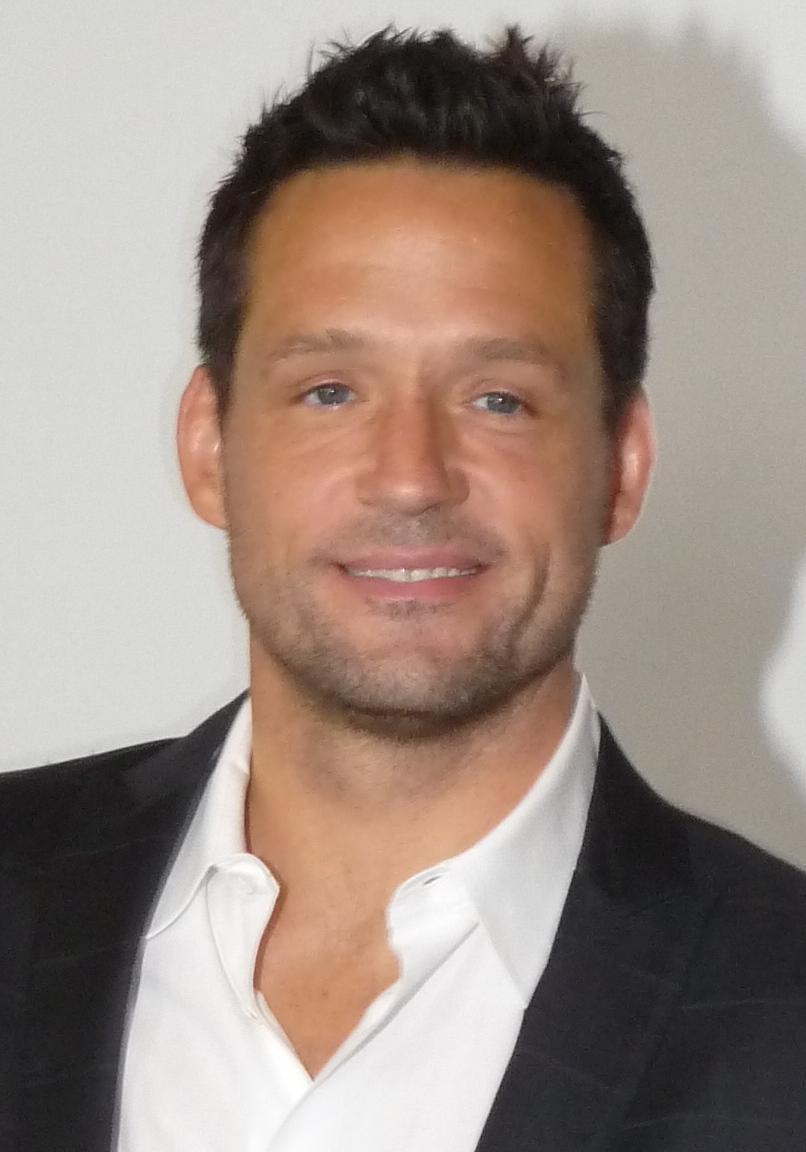
جوش هوبكينز، دور ليام أوكونور وكيل مكتب التحقيقات الفدرالي(الموسم 1).
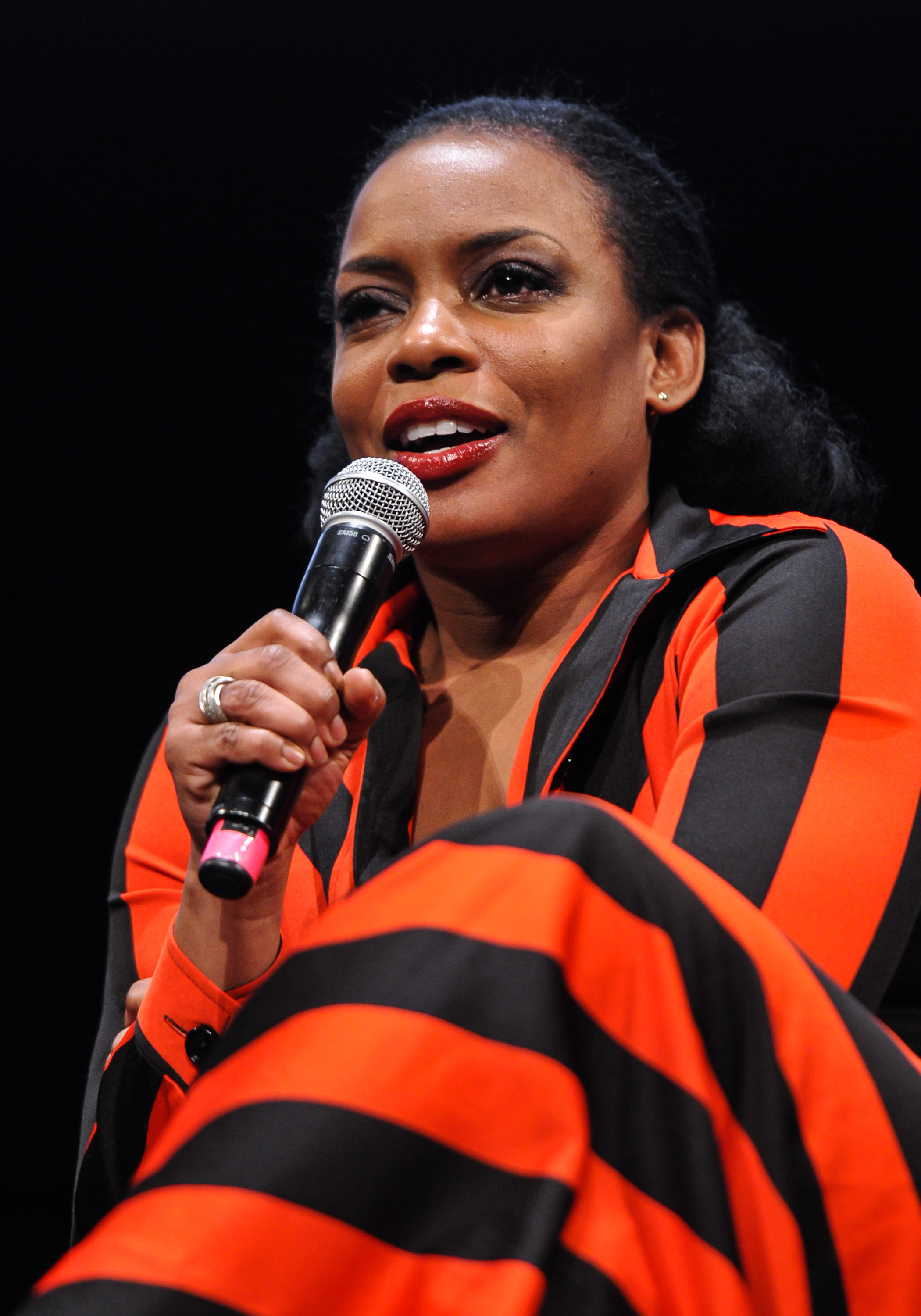
اونجانو ايلز، دور ميراندا شو.

- جيك ماكلولين: ريان بوث
- جوانا برادي: شيلبي وايت
- ياسمين المصري: نعمة أمين / رينا أمين
- راسيل توفي: هاري دويل (الموسم 2)
- بلير أندروود: أوين هال (الموسم 2)
- آرون دياز: ليون فيليز (الموسم 2)
- بيرل توسي: ديانا مامبازي (الموسم 2)

### ممثلين رئيسين سابقين
- أنابيل اكوستا: ناتالي فاسكيز (الموسم 2, من الحلقة 2 إلى 13
- جوش هوبكينز: ليام أوكونور وكيل مكتب التحقيقات الفدرالي(الموسم 1)
- تيت إلينغتون: سيمون آشر (الموسم 1)
- غراهام روجرز: كاليب هاس (الموسم 1)[1]

### الشخصيات الثانوية
- مارك بيليغرينو: مدير مكتب التحقيقات الفيدرالي كلايتون هاس، والد كاليب (الموسم 1)
- ريك كوسنيت: الياس هاربر (الموسم 1)
- J. Mallory McCree : تشارلي برايس، ابن ميراندا (الموسم 1)
- جاكوب أرتست: براندون فليتشر  (14 حلقة)
- مارشا كروس: كلير هاس، والدة كاليب  (7 حلقة)
- إليزا كوبيه: هانا ويلاند (الموسم 1)
- ليني بلات: درو بيراليس (الموسم 1)
- جاي ارمسترونغ جونسون: ويل أولسين  (الموسم 1)
- لى جون لي: ايريس تشانغ  (من الحلقة 12)
- جانايا ستيفنز: أماندا، مساعدة كلير هاس (الموسم 1)
- هنري تشيرني: ماثيو كيز (ضيف الموسم 1، شخصية متكررة منذ الموسم 2)
- Tracy Ifeachor : ليديا بيتس (الموسم 2)[2]
- ديفيد ليم: سيباستيان تشن (الموسم 2)[2]
- وارونا سيتشويلو

### ضيوف الحلقات
- Anna Khaja : سيتا باريش، والدة اليكس (الحلقات 1, 3 و4)
- جوناثان سيشايش: مايكل باريش، أب أليكس (الحلقات 1 و4)
- بريان سميث: اريك باكر (الحلقة 1)
- آنا ديوب: ميا (الحلقات 5 و8)
- ديفيد الباي: دنكان (الحلقات 5, 8 و12)
- آن هاش: الدكتورة سوزان لانغدون (الحلقة 9)
- كيلي روثرفورد: لورا وايات، والدة شيلبي (الحلقات 17 و21)
- كيفن كيلنر: غلين وايات، والد شيلبي (الحلقة 17)

## إنتاج
- في 17 أيلول 2014، أعلنت اي بي سي أن الشبكة اشترت حقوق بث المسلسل الدرامي الذي كتبه جوشوا سافران، حيث يعتبر المسلسل خليطا من مسلسل أرض الوطن ومسلسل غريز أناتومي.
- في 23 يناير 2015، أمرت قناة أي بي سي بحلقة تجريبية للموسم التليفزيوني 2016 ـ 2015، وقد تم تصوير الحلقة التجريبية في أتلانتا وإخراجها من قبل مارك موندين.
- 7 مايو 2015، بعد مشاهدة الحلقة التجريبية، أعلنت اي بي سي رسميا طلبية من 13 حلقة.
- في 13 أكتوبر 2015، أعلنت اي بي سي رسميا ست حلقات إضافية، ليصل الموسم إلى 19 حلقة. ثم 6 حلقات أخرى في 6 نوفمبر 2015، وأخيرا ثلاث حلقات إضافية مع نهاية الموسم ليصل العدد أقصاه 22 حلقة.
- 3 مارس 2016، أعلنت اي بي سي إنتاج جزء ثاني من السلسلة.

### إختيار الممثلين
- تم الإعلان عن تجارب الأداء في فبراير 2015.
- كان تيت إلينغتون أول ممثل ثم ٱختياره، في دور متدرب بمكتب التحقيقات الفيدرالي يوم 9 فبراير 2015. ثم ٱنضم غراهام روجرز لسلسلة كمتدرب آخر بمكتب التحقيقات الفدرالي.
- بعد نجاح دورها في مسلسل كيف تفلت بجريمة قتل، أعلن يوم 25 فبراير عن ٱختيار اونجانو ايلز للعب دور المرأة القيادية ميراندا شو، مديرة أكاديمية التدريب كوانتيكو.
- في 25 فبراير، تم ٱختيار الممثلة الهندية بريانكا تشوبرا في دور المتدربة بمكتب التحقيقات الفدرالي اليكس باريش، والشخصية الأنثوية الرئيسية بالمسلسل.
- يوم 3 مارس، أعلن أن جيك ماكلولين سيلعب دور حبيب أليكس باريش، كما أعلن عن جوانا برادي وياسمين المصري في الأدوار النهائية للبطولة.
- بعد حصولها على حلقة تجريبية، بدأت أي بي سي بإجراء تغييرات في الكاستنيغ.
- في 19 مايو 2015، تم الإعلان أن الممثل دوجراي سكوت، الذي تم ٱختياره للعب دور ليام أوكونور الوكيل الخاص بمكتب التحقيقات الفيدرالي، قد ترك الدور وسيتم إعادة صياغته، ليحل محله في الدور يوم 17 يوليو 2015 الممثل جوش هوبكينز.
- في 15 يوليو 2015، أعلن أن أنابيل اكوستا.
- في 20 يوليو 2015، وقع ريك كوسنيت على لعب دور محامي سابق ومحلل تحت التدريب بمكتب التحقيقات الفيدرالي، مثلي الجنس.
- يوم 4 سبتمبر 2015، تم ترقية أنابيل اكوستا بزيادة حجم دورها ليصبح منتظماً.
- في 11 سبتمبر 2015، ٱختير الممثل جاكوب ارتست في دور متدرب بمكتب التحقيقات الفيدرالي، ينتمي إلى عائلة عريقة وثرية.
- في 6 تشرين الثاني 2015، أعلن عن ٱختيار مارشا كروس في دور كلير هاس، عضوة رفيعة المستوى في مجلس الشيوخ والمرشحة لمنصب نائب الرئيس، وأيضا والدة كاليب وزوجة نائب مدير مكتب التحقيقات الفيدرالي كلايتون هاس.

### التصوير
- تم تصوير الحلقة التجريبية في أواخر صيف عام 2015 بأتلانتا، وتحديدا منطقة مونتريال، باستخدام إعدادات في وسط مدينة مونتريال وشيربروك كيبيك.
- بدأ إنتاج 13 حلقة من المسلسل في 20 يوليو 2015 وانتهت في 17 ديسمبر 2015.
- استمر إنتاج الموسم الأول حتى نهاية الموسم في مونتريال. في 22 أبريل 2016، ذكرت صحيفة نيويورك تايمز أن إنتاج الموسم الثاني سيكون في مدينة نيويورك، وقد برر المؤلف جوشوا سافران أن سبب هذه الخطوة جاء بسبب أن أحداث «الموسم 2 ستكون قصة نيويورك».
- أكدت بريانكا تشوبرا، أن تصوير الموسم الثاني بدأ يوم 13 يوليو 2016.

## أصداء عن المسلسل

### رأي النقاد
تلقت السلسلة إشادات إيجابية من قبل نقاد التلفزيون، حيث
حصد موقع الطماطم الفاسدة تقارير بنسبة تأييد ٪84 بمعدل تقديري بلغ 6.6 من 10 معتمداً على 54 مشارك".
أما موقع ميتاكريتيك، فقد حصد 70 درجة من أصل 100 معتمداً على 25 مشارك، وملاحظات إيجابية عموما.

### نسبة المشاهدة
| المواسم           | توقيت (EST) | عدد الحلقات | عرض أول         | عرض أول               | عرض الأخير   | عرض الأخير            | تاريخ المواسم | تقييم شامل | نسبة المشاهدة |
| المواسم           | توقيت (EST) | عدد الحلقات | تاريخ           | المشاهدين (بالملايين) | تاريخ        | المشاهدين (بالملايين) | تاريخ المواسم | تقييم شامل | نسبة المشاهدة |
| ----------------- | ----------- | ----------- | --------------- | --------------------- | ------------ | --------------------- | ------------- | ---------- | ------------- |
| كوانتيكو الموسم 1 | الأحد 22:00 | 22          | 27 سبتمبر، 2015 | 7.14                  | 15 مايو 2016 | 3.78                  | 2015–2016     | 55         | 8.05          |
| كوانتيكو الموسم 2 | الأحد 22:00 | 22          | 25 سبتمبر 2016  | 3.64                  | —            | —                     | 2016–2017     |            |               |

## جوائز وترشيحات
| Year | Awards show                     | Nomination(s)  | Categories                        | Result(s) | Ref    |
| ---- | ------------------------------- | -------------- | --------------------------------- | --------- | ------ |
| 2016 | جوائز بيبول تشويس في دورتها 42  | بريانكا تشوبرا | أفضل ممثلة في مسلسل تلفزيوني جديد | فوز       | [ 9 ]  |
| 2016 | جوائز بيبول تشويس في دورتها 42  | كوانتيكو       | أفضل مسلسل تلفزيوني جديد          | رُشِّح       | [ 9 ]  |
| 2016 | جائزة اختيار المراهقين سنة 2016 | بريانكا تشوبرا | إختيار التلفزيون: بريك أوت ستار   | رُشِّح       | [ 10 ] |
| 2016 | جائزة اختيار المراهقين سنة 2016 | كوانتيكو       | Choice TV : Breakout Show         | رُشِّح       | [ 10 ] |

## البث والعروض
كان من المقرر بداية عرض كوانتيكو كل ثلاثاء على الساعة 10:00، ولكن تم نقله إلى يوم الأحد على 22:00، بسبب مسلسل الملوك والأنبياء (الذي تم إلغاءه بعد يومين فقط من عرضه في فصل الشتاء) حيث يجري إعادة تجهيزها.
تم عرض المسلسل لأول مرة على قناة أي بي سي يوم الأحد 27 سبتمبر 2015، في الهند.
تم عرض المسلسل لأول مرة في أستراليا، على شبكة سيفن يوم 11 أكتوبر 2015. وقد حازت شركة أليبي حقوق بث المسلسل في المملكة المتحدة.
في 23 أغسطس 2016، أصبح الموسم الأول من كوانتيكو متاحا للعموم على نتفليكس الولايات المتحدة.
تم الإفراج عن الموسم الأول من كوانتيكو على دي في دي وأقراص بلو راي في 13 سبتمبر 2016.

## وصلات خارجية
- الموقع الرسمي
- كوانتيكو على موقع IMDb (الإنجليزية)
- كوانتيكو على موقع ميتاكريتيك (الإنجليزية)
- كوانتيكو على موقع روتن توميتوز (الإنجليزية)
- كوانتيكو على موقع نتفليكس (الإنجليزية)
- كوانتيكو على موقع قاعدة بيانات الأفلام العربية
- كوانتيكو على موقع كينوبويسك (الروسية)
- كوانتيكو على موقع ألو سيني (الفرنسية)
- كوانتيكو على موقع قاعدة بيانات الفيلم (الإنجليزية)
- دليل التلفاز